# Отје Папион
Отје Папион (фр. Authieux-Papion) насеље је и општина у северној Француској у региону Доња Нормандија, у департману Калвадос која припада префектури Лисје.
По подацима из 2011. године у општини је живело 64 становника, а густина насељености је износила 14,95 становника/km². Општина се простире на површини од 4,28 km². Налази се на средњој надморској висини од 59 m метара (максималној 79 m, а минималној 30 m m).

## Демографија
| 1962. | 1968. | 1975. | 1982. | 1990. | 1999. | 2011. |
| ----- | ----- | ----- | ----- | ----- | ----- | ----- |
| 94    | 78    | 78    | 61    | 53    | 60    | 64    |

График промене броја становника у току последњих година